# 中川貴了
中川　貴了（なかがわ たかのり、1981年 - ）は、三重県生まれの陶芸家である。

## 略歴
- 1981年 三重県松阪市生まれ。
- 2006年　日本文理大学大学院卒業
- 2012年　常滑市立陶芸研究所卒業
- 2013年　第44回東海伝統工芸展入選、第58回常滑市美術展入賞、第31回長三賞常滑陶芸展入選
- 2014年　第28回日本煎茶工芸展入選、第45回東海伝統工芸展入選、第59回常滑市美術展入賞。第43回長三賞常滑陶芸展入選
- 2015年　第46回東海伝統工芸展入選
- 2017年　第31回日本煎茶工芸展入選
- 2019年　シンガポール交流展「飛翔」ワークショップ参加、第50回東海伝統工芸展入選、
- 2020年 8月　方円館ギャラリー個展開催
- 2021年 4月現在、高浜市やきものの里かわら美術館陶芸講座講師。

## 作品の特徴
杉江幸治（飛渡窯）、小西洋平の流れをくむ、常滑焼の伝統を基礎に、遊び心をもった、楽しく、実用にも供する作品